# Пиана Криксия
Пиа̀на Крѝксия (на италиански: Piana Crixia; на лигурски: a Ciana, а Чана) е община в Северна Италия, провинция Савона, регион Лигурия. Разположена е на 267 m надморска височина. Населението на общината е 843 души (към 2011 г.).
Административен център на общината е село Молино (Molino).